# 서피스 프로 6
서피스 프로 6(Surface Pro 6)는 마이크로소프트가 개발한 2-in-1 분리형 태블릿 컴퓨터이다. 2018년 10월 2일 서피스 노트북 2와 함께 뉴욕에서 열린 한 행사에서 발표되었다. 같은 달 16일 출시했다.

## 성능

### 하드웨어
이 6세대 서피스 컴퓨터 제품군은 모두 인텔의 8세대 Kaby Lake Refresh Core-i5 및 Core-i7 CPU로 업데이트되었다. 8GB 또는 16GB의 RAM, 128GB, 256GB, 512GB 또는 1TB의 솔리드 스테이트 스토리지와 비즈니스 또는 소비자 모델로 제공된다. 비즈니스 모델은 윈도우 10 프로에 사전 설치되어 있는 반면 소비자용 SKU는 윈도우 10 Home에 사전 설치되어 있다.
서피스 프로 6의 포트 구성은 서피스 커넥트 1개, USB 3.0 타입-A 포트 1개, 미니 디스플레이 포트 1개, 3.5mm 헤드폰 잭 및 마이크로SD 카드 리더를 갖춘 이전 세대와 동일하다. 서피스 고와 달리 USB-C 포트는 서피스 프로 6에 없다. 옵션 사양인 Surface type 커버는 이전 Surface Pro 모델과 물리적으로 동일한 장치 하단의 자기 핀 포트에 부착된다.
서피스 프로 6은 2736x1824 해상도의 12.3인치 픽셀센스 디스플레이를 갖추고 있다. 샤프 소싱 디스플레이를 사용한 전작과 달리 서피스 프로 6 디스플레이는 LG가 만들었다.
Surface Pro 6는 원래 서피스 프로 이후 볼 수 없었던 옵션인 Matte Black 색상 옵션을 다시 가져온다.
밝기가 200니트로 바뀌면 서피스 프로 6는 5W의 전력을 소비한다. Surface Pro 6는 충전 시 전력을 소비하는 방법을 변경하는 세 가지 전원 모드인 권장 전원, 더 나은 성능 및 최상의 성능을 제공한다. Surface Pro 6가 충전되지 않으면 배터리 절약, 권장, 성능 향상, 최상의 성능에서 또 다른 전원 모드가 추가된다. 서피스 프로 6의 배터리 수명은 9시간 후에 나온다.

### 소프트웨어
서피스 프로 6의 모든 소비자 구성은 윈도우 10 홈 64비트와 함께 미리 설치되어 있다. 비즈니스 구성은 윈도우 10 Pro에 미리 설치되어 있다. 둘 다 마이크로소프트 365의 30일 평가판을 포함하고 있다. 그리고 윈도우 11로 업그레이드할 수 있다.